# Philipp Balthasar Frank
Philipp Balthasar Frank (* 26. März 1803 in Löffelstelzen; † 9. Juni 1866 in Ödheim) war ein katholischer Priester und Abgeordneter der verfassungsrevidierenden Landesversammlung in Württemberg von 1849.
Frank studierte katholische Theologie an der Universität Tübingen, erhielt 1830 einen ersten katechetischen Preis und 1831 eine öffentliche Belobigung für eine Preispredigt. Am 14. September 1831 wurde er zum Priester geweiht und war anschließend Vikar in Ehingen a. D. Seine nächsten beruflichen Stationen wechselten häufig: Am 18. Februar 1832 wurde er Repetent am Rottweiler Konvikt, noch im selben Jahr am 11. September 1832 Pfarrverweser, 1837 schließlich Kaplan an der St. Stephanskirche in Rottweil. 1838 übernahm er seine erste Pfarrei in Felldorf, war seit 25. September 1844 in Schelklingen und wurde am 2. September 1851 nach Ödheim versetzt, wo er bis zu seinem Tod blieb.
In seiner Schelklinger Zeit kandidierte er 1849 für die verfassungsrevidierende württembergische Landesversammlung in Stuttgart, kam aber nur in der Nachwahl zum Zuge, da der eigentlich Gewählte, August Becher, in die Schweiz geflohen war. Bei der Wahl von 1850 unterlag Frank in zweimaliger Wahl gegen den Kandidaten Karl Nüßle aus Blaubeuren.